# Sebastião Alba
Sebastião Alba, eigentlich Dinis Albano Carneiro Gonçalves, (* 11. März 1940 in Braga, Portugal; † 14. Oktober 2000 bei Braga) war ein portugiesischer Lyriker.

## Leben und Wirken
Sebastião Alba - das war nur sein Pseudonym
- wurde in Braga geboren und lebte bis 1949 in Mirandela, danach zog er mit seiner Familie in die damalige Kolonie Portugiesisch-Ostafrika (heute Mosambik).  Ende der 1950er Jahre zog die Familie in die Stadt Quelimane. In Portugiesisch-Ostafrika studierte er Journalismus und veröffentlichte dort auch zwei seiner Lyrikbände, der erste erschien 1965. Da er vom Wehrdienst desertierte, wurde er gefangengenommen und zwei Jahre gefoltert. Er sympathisierte mit der Frelimo. In seiner Zeit in Mosambik und seinem Umzug nach Lourenco Marques (heute Maputo) kam er mit wichtigen dortigen Persönlichkeiten in Kontakt wie Marcelino dos Santos, Rui Nogar, Sergio Vieira, Luís Bernardo Honwana.
1984 erfolgte die Rückkehr nach Portugal. In dieser Zeit bis zu seinem Tod lebte er als Obdachloser auf den Straßen Bragas, er lehnte die Gesellschaft radikal ab, vor allem ihr Streben nach Konsum und Besitz. Sein bis dato unglückliches Leben - die Folter in Mosambik, das Sich-Überwerfen mit seiner Familie, Alkohol- und Tabakprobleme - diese Verbitterungen, taten ihr Übriges. Er übernachtete in einer Kapelle und schrieb tagsüber seine Verse in einer Bushaltestelle. Auch bettelte er gelegentlich.
Einen kleinen Verdienst hatte er durch seine Mitarbeit bei der Literaturzeitschrift Caliban sowie für Texte für die Zeitung Correo de Minho. Als Preis erhielt er den Grande Premio de ITF einer kleinen privaten Initiative eines Unternehmers, Außenseiterliteratur zu fördern. Zu Lebzeiten erschienen vier Gedichtbände, eine Anthologie mit weiteren Versen erschien posthum. Heute gilt er als Stadtoriginal von Braga.
Sebastião Alba starb auf einer Autobahn und wurde überfahren, am 14. Oktober 2000 im Alter von 60 Jahren. Beigesetzt wurde er in Torre de Dona Chama. Sieben Tage vor seinem Tod hatte er eine Vorahnung, die er einem Freund mitteilte, wie er sterben würde und so traf es auch ein.

## Werke
- Poesias (1965), Lyrik.
- O Ritmo do Presságio (1974), Lyrik.
- A Noite Dividida (1982), Lyrik.
- O Limite Diáfano (1996), Lyrik.
- Uma Pedra Ao Lado Da Evidência (2000), Lyrik, Anthologie, posthum.